# Claddagh Ring
Il Claddagh Ring (dall'inglese: Anello di Claddagh, in lingua gaelica irlandese: fáinne Chladaigh) è un anello di fidanzamento irlandese, composto da due mani che tengono un cuore sormontato da una corona. Le mani simboleggiano l'amicizia, la corona è simbolo di lealtà e il cuore dell'amore. Questo anello deve l'origine del suo nome a un villaggio di pescatori sulla Baia di Galway, in Irlanda, chiamato proprio Claddagh (parola che in gaelico indica la sabbia tipica di quella zona).

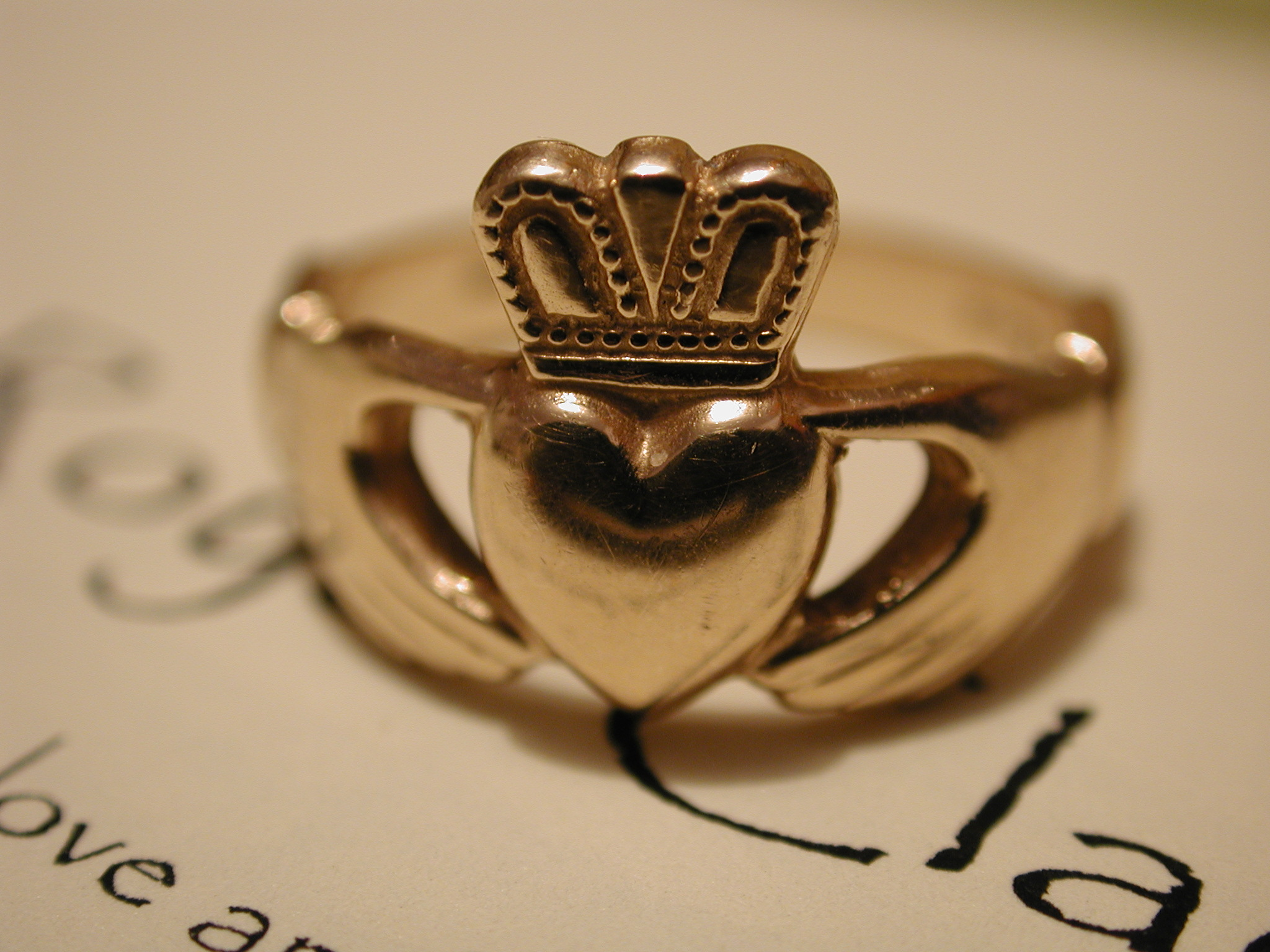
Claddagh ring

I primi esempi di questo anello (in oro, argento e bronzo), sono dei veri e propri capolavori: alcuni di essi sono oggi in mostra presso il National Museum of Ireland a Dublino, e il Victoria and Albert Museum a Londra.

## Le tradizioni

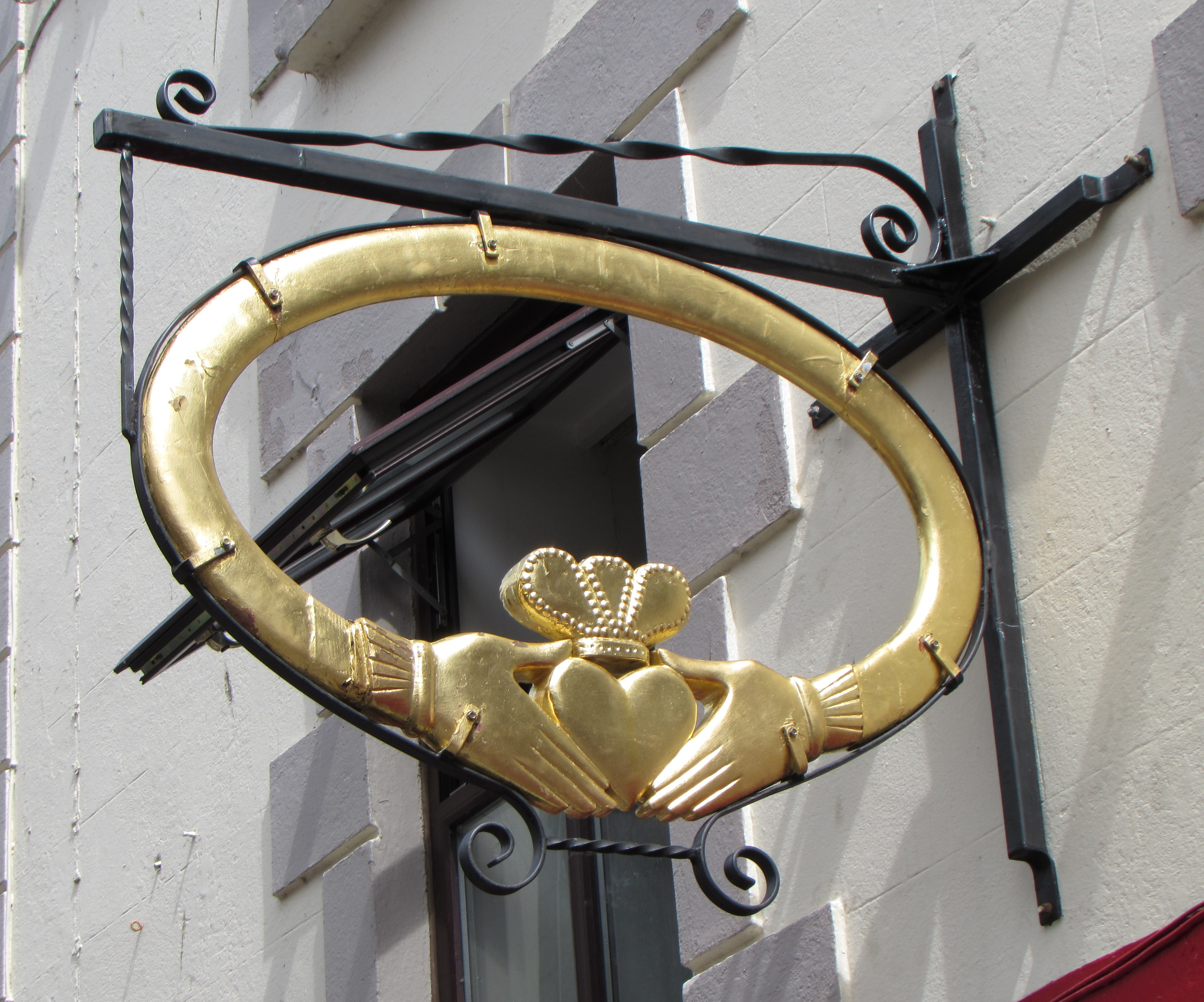
L'Anello di Claddagh in una insegna di oreficeria a Galway

Per moltissime persone che hanno dovuto lasciare l'Irlanda durante la carestia del XIX secolo l'Anello di Claddagh è diventato l'unico legame duraturo con la propria patria e l'unica eredità familiare. È proprio nel periodo della carestia che l'anello cominciò a diventare popolare fuori dal Connemara, grazie all'esodo dall'ovest. In questo periodo divenne un prezioso ricordo delle origini della famiglia, un simbolo del legame con il passato, passando da madre in figlia primogenita per secoli.
Accanto all'Anello di Claddagh, esiste un altro anello, chiamato Fenian ring e risalente a circa 200 anni fa, caratterizzato dalla presenza di due mani e due cuori, senza corona. Tale anello rappresenterebbe la battaglia per la Repubblica d'Irlanda, anche se, comunque, l'Anello di Claddagh tradizionale è sempre rimasto il modello vero e proprio (con la corona a simbolo della lealtà, in ricordo del Regno Irlandese e dell'eredità britannica).

## Le leggende
Vi sono moltissime leggende nate attorno all'Anello di Claddagh.
Una tra le tante, poco attendibile ma pur sempre popolare e nota, parla di un re innamorato di una giovane contadina, ma da lei non corrisposto. Il povero re non riuscì a sopportare il dolore e si uccise, chiedendo che sulla sua lapide fossero rappresentate due mani intorno a un cuore incoronato come simbolo del suo eterno amore per la contadina.

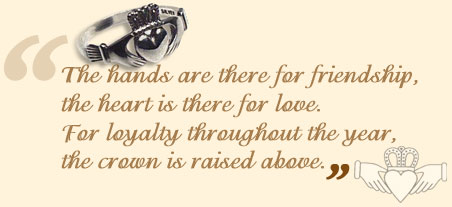
"The hands are there for friendship, the heart is there for love. For loyalty throughout the year, the crown is raised above." «Le mani sono lì per amicizia, il cuore è lì per amore. Per la fedeltà lungo gli anni, la corona vi è soprapposta». Una filastrocca che spiega i significati dei tre simboli del Claddagh Ring

Due delle spiegazioni più celebri hanno a che fare entrambe, sebbene un secolo le separi, con membri della famiglia Joyce (o Ioyce), originaria di Galway. Alcuni modelli di Claddagh ring tuttora esistenti portano le iniziali "R.I." oppure "R.J." e, perciò, sono attribuiti a Richard Joyce.
La più antica leggenda, risalente al XVI secolo, racconta che il primo Anello di Claddagh fu un miracoloso e meritato regalo per Margaret Joyce. Domingo de Rona, un ricco mercante spagnolo i cui affari lo portavano spesso a Galway, incontrò Margaret in una delle sue visite nella cittadina irlandese e se ne innamorò, sposandola di lì a poco. Sfortunatamente, però, la loro felicità fu breve. Subito dopo il matrimonio Domingo morì e Margaret ereditò il suo enorme patrimonio. Nel 1596, la donna si risposò con Oliver Og French, il governatore di Galway. L'uomo non la sposò per la sua grande ricchezza, e ciò è dimostrato dal fatto che lasciò l'uso e l'amministrazione dei suoi beni totalmente nelle mani di lei, che, da parte sua, non sperperò il suo denaro, ma ne donò gran parte alla città per far costruire numerosi ponti. Un giorno un'aquila lasciò cadere sul grembo di Margaret Joyce un anello d'oro, il primo Anello di Claddagh. Questo evento non fu ritenuto un evento fortuito, ma un vero e proprio dono divino, ricompensa alla sua generosità. L'anello sarebbe quindi caduto “dall'alto”, nel vero senso della parola.
Molto più realistica la seconda leggenda. Questa ci racconta come, durante la seconda metà del XVII secolo, un abitante di Galway, Richard Joyce, fu catturato dai pirati mentre era in viaggio per le Indie occidentali. Questi lo vendettero come schiavo a un ricco orafo arabo, che gli insegnò il mestiere e lo fece diventare un eccellente cesellatore. Nel 1689, re Guglielmo III d'Inghilterra ottenne il rilascio degli inglesi catturati, Joyce compreso. In tutti gli anni trascorsi insieme, l'orafo si era affezionato a Joyce e lo implorò di restare da lui, promettendogli la mano della figlia e metà del suo patrimonio. Richard, tuttavia, non si fece tentare, poiché non vedeva l'ora di tornare nel suo paese natale. Quindi portò con sé le conoscenze acquisite sull'arte orafa e, importantissima cosa, un'idea che gli era venuta in mente durante quegli anni: la creazione dell'Anello di Claddagh. Secondo alcuni, egli creò il primo di questi anelli come simbolo di gratitudine nei confronti del re al quale doveva la sua libertà. Secondo altri, invece, lo forgiò per una fanciulla di Galway che, in attesa del rientro del suo unico vero amore, non aveva mai smesso di amarlo e di essergli fedele: lui le si presentò con il celebre Anello di Claddagh d'oro, simbolo del loro amore duraturo (due mani a rappresentare l'amicizia, la corona a significare la loro lealtà e devozione, e il cuore a simboleggiare il loro reciproco amore eterno). I due si sposarono subito e non si separarono mai.

## Origini dei simboli
Per scoprire la provenienza di ogni simbolo che forma l'Anello di Claddagh bisogna andare molto indietro nel tempo, all'epoca degli dèi celti. Dagda, il padre degli dèi, era un essere potente, con la capacità di far splendere il sole; secondo la leggenda la mano destra dell'anello appartiene proprio a lui. Anu (dea conosciuta poi come Danu), era l'antenata e madre universale dei celti, ed è lei che sembra rappresentare la mano sinistra dell'Anello di Claddagh. La corona rappresenta Beathauile (nome che significa "la vita intera"), che non sembra sia una persona o un dio, ma appare a rappresentare il principio vitale e la vita in sé. Infine il cuore rappresenta i cuori di ogni membro dell'umanità.
Un'altra interpretazione del significato dell'anello è strettamente collegata al trifoglio, uno dei più antichi simboli irlandesi. Questa interpretazione vuole che la corona sia il Padre, la mano sinistra il Figlio e la mano destra lo Spirito Santo, tutti concentrati sul cuore al centro, che simboleggia l'umanità.
Attraverso ogni simbolismo, comunque, un tema ricorre sempre, ovvero che l'anello simboleggia l'amore, la lealtà e l'amicizia (in inglese: Love, Loyalty, and Friendship, in gaelico: Gra, Dilseacht agus Cairdeas).

## Come indossare un Anello di Claddagh
In Irlanda lo scopo per cui questo anello viene scelto è manifestato dal modo in cui l'anello viene indossato. Infatti, l'Anello di Claddagh può simboleggiare sentimenti diversi:
- Ricerca di un legame sentimentale: mano destra, con la punta del cuore rivolta verso la punta delle dita;
- Legame sentimentale: mano destra, con la punta del cuore puntata verso il polso;
- Fidanzamento ufficiale: mano sinistra, con la punta del cuore puntata verso la punta delle dita;
- Matrimonio: mano sinistra, con la punta del cuore puntata verso il polso.